# Landeshauptarchiv Koblenz
Das Landeshauptarchiv Koblenz (LHAKo) ist eines der beiden Zentralarchive der staatlichen Verwaltung von Rheinland-Pfalz mit Sitz in Koblenz. Das größte Archiv des Landes bildet zusammen mit dem Landesarchiv Speyer die Landesarchivverwaltung Rheinland-Pfalz, deren Aufgaben es grundsätzlich wahrnimmt. Außenstellen befinden sich in Rommersdorf und Kobern-Gondorf. Das Landespersonenstandsarchiv enthält die Zweitschriften der Personenstandsregister des gesamten Bundeslandes und ist derzeit im Koblenzer Ortsteil Wallersheim untergebracht.
Leiterin ist seit 2007 Elsbeth Andre.

## Aufgaben
Das Landeshauptarchiv Koblenz ist zuständig für die obersten und oberen Landesbehörden, unabhängig von deren Sitz. Alle Mittel- und Unterbehörden sowie alle kommunalen und sonstigen öffentlichen Dienststellen, die ihren Sitz in den ehemaligen Regierungsbezirken Koblenz und Trier haben, soweit sie keine eigenen Archive unterhalten, werden ebenfalls hier betreut. Zusätzlich werden die Archivalien der früher in diesem Bereich bestehenden Staaten, Länder und Institutionen hier verwahrt. Die Zuständigkeit für die südlichen Landesteile obliegt dem Landesarchiv Speyer.

## Bestände
Das Landeshauptarchiv Koblenz verwahrt die folgenden Bestände:
- Die Zeit des Alten Reiches (mit dem wertvollsten und wichtigsten Bestand aus dem Erzstift und Kurfürstentum Trier, z. B. das Trierer Feuerbuch von 1563)
- Die Zeit der französischen Herrschaft am Rhein bis zum Übergang der Rheinprovinz und ihrer einzelnen Teile an Preußen
- Die preußische Zeit bis zum Ende des Zweiten Weltkrieges
- Archive, Sammlungen und Nachlässe (u. a. von Peter Altmeier, Ottmar Kohler, Karl Kuhn, Fritz Michel, Adolf Süsterhenn und Hubert Teschner)
- Kataster (Katasterunterlagen des 19. und 20. Jahrhunderts)
- Nassauische Landesteile
- Behörden des Landes Rheinland-Pfalz

Die älteste im Original erhaltene Urkunde im Archiv stammt aus dem Jahr 816.
Weiterhin betreibt das Landeshauptarchiv eine Bildagentur mit rund 750.000 Fotografien, welche z. T. in einem Online-Bildarchiv abrufbar sind. Es enthält Fotografien zu Landschaft, Kultur, Gemeinden, Wirtschaft, Alltag und Menschen in Rheinland-Pfalz aus der Zeit von 1870 bis heute. Außerdem sind eine umfassende Sammlung von Schräg- und Senkrecht-Luftbildern von ganz Deutschland (ab 1933) und kleinere Sammlungen zu Ruanda, Luxemburg, Frankreich und Polen verfügbar.

## Geschichte
Das Landeshauptarchiv Koblenz wurde 1832 als preußisches „Staatsarchiv Koblenz“ gegründet. Seine Vorgängereinrichtungen waren das Städtische Archiv beziehungsweise das Archiv des Département de Rhin-et-Moselle unter Wilhelm Arnold Günther, das auch in preußischer Zeit bis 1826 unter ihm weitergeführt wurde. Das Staatsarchiv bezog die Räumlichkeiten des ehemaligen Regierungsgebäudes von Kurtrier direkt am Rhein, das 1725 unter Kurfürst Franz Ludwig von der Pfalz errichtet und 1902 durch ein neues Preußisches Regierungsgebäude ersetzt wurde. Im Juni 1897 zog es ins umgebaute Deutschherrenhaus um. Die neue Lage stellte sich aber wegen des regelmäßig von Hochwasser bedrohten Gebäudes als problematisch dar. So gab es bereits 1938 Planungen für einen Neubau, die aber wegen des Zweiten Weltkriegs zunächst nicht umgesetzt wurden. Im Krieg wurden die Archivalien 1941 zum Schutz vor den Luftangriffen auf Koblenz in die Festung Ehrenbreitstein ausgelagert. Nach einem Bombentreffer wurden diese im Dezember 1944 kurzzeitig in das Kalibergwerk Salzdetfurth bei Hildesheim ausgelagert, bevor sie 1946 wieder in die Festung Ehrenbreitstein zurückkehrten.
Nachdem diese Notunterkunft noch lange Bestand hatte, das Deutschherrenhaus war zerstört, entschloss man sich 1952 zu einem Neubau. Das Staatsarchiv bezog einen von 1954 bis 1956 errichteten Zweckbau in der Karmeliterstraße. In diesem Bereich befand sich der Gebäudekomplex des historischen Karmeliterklosters, der später bis zur Zerstörung im Zweiten Weltkrieg als Gefängnis genutzt wurde. Das sechsgeschossige Magazingebäude mit einer freitragenden Stahlkonstruktion ist durch einen Zwischenbau mit einem dreistöckigen Verwaltungsgebäude verbunden. Von 1882 bis 1974 war das Stadtarchiv Koblenz dem Staatsarchiv eingegliedert. Bis 1980 blieb das Stadtarchiv noch räumlich mit dem Landeshauptarchiv verbunden. Das Staatsarchiv Koblenz erhielt 1975 seinen heutigen Namen. Bereits in den 1980er Jahren wurden die Räumlichkeiten zu klein. Da jährlich zwei Kilometer Archivgut aufgenommen werden müssen, waren Mitte der 1990er die Kapazitäten völlig erschöpft. Ein Anbau konnte am 25. März 2002 fertiggestellt werden, der Platz bietet für zusätzliche 1.912 m² Magazinraum. Weitere Erweiterungen sind geplant.

## Direktoren
| 1832–1838 | Karl August Graf von Reisach-Sternberg  |
| 1839–1863 | Heinrich Beyer                          |
| 1863–1879 | Leopold von Eltester                    |
| 1879–1902 | Wilhelm Becker                          |
| 1902      | Heinrich Eduard Ausfeld (kommissarisch) |
| 1902–1903 | Richter (kommissarisch)                 |
| 1903–1912 | Heinrich Reimer                         |
| 1912–1921 | Max Bär                                 |
| 1921–1935 | Emil Schaus                             |
| 1935–1938 | Wilhelm Dersch                          |
| 1938–1949 | Bruno Hirschfeld (1877–1964)            |
| 1949–1958 | Aloys Schmidt                           |
| 1959–1971 | Otto Graf von Looz-Corswarem            |
| 1971–1991 | Franz-Josef Heyen                       |
| 1991–2007 | Heinz-Günther Borck                     |
| seit 2007 | Elsbeth Andre                           |

## Denkmalschutz
Das Landeshauptarchiv Koblenz ist ein geschütztes Kulturdenkmal nach dem Denkmalschutzgesetz (DSchG) und in der Denkmalliste des Landes Rheinland-Pfalz eingetragen. Es liegt in Koblenz-Altstadt in der Karmeliterstraße 1–3.
Seit 2002 ist das Landeshauptarchiv Koblenz Teil des UNESCO-Welterbes Oberes Mittelrheintal.